# Riu Alabama
El riu Alabama (en anglès: Alabama River) és un riu del sud dels Estats Units, una de les fonts del riu Mobile. Té una longitud de 502 km i drena una conca de 58.500 km² (una mica més gran que Togo i Croàcia). El riu forma part del curs alt del riu Mobile i és el tram central del sistema Mobile-Alabama-Coosa, que amb els seus 1.123 km de longitud total, és un dels 20 majors rius dels Estats Units.
Administrativament, el riu discorre per l'estat d'Alabama.

## Geografia
El riu Alabama es forma per la confluència del riu Coosa i del riu Tallapoosa, a uns 10 km al nord-est de Montgomery (201.568 hab.Tots els habitants de les localitats que se citen en aquest article corresponen al Cens de 2000, tret que expressament se citi una altra data.). El seu curs és el típic dels rius de plana, amb moltes corbes i amplis i zigzagueantes meandres. La seva amplària varia de 50 a 200 m, i la seva profunditat és d'1 a 13 m. La seva longitud, mesurada pel United States Geological Survey és de 502 km, i mesurat en un vaixell de vapor, d'uns 676 km. És un riu de règim pluvial subtropical humit.

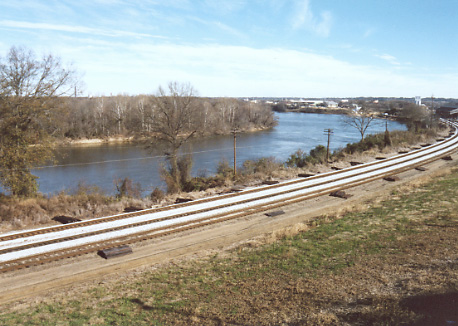
Vista de l'Alabama prop de Montgomery.

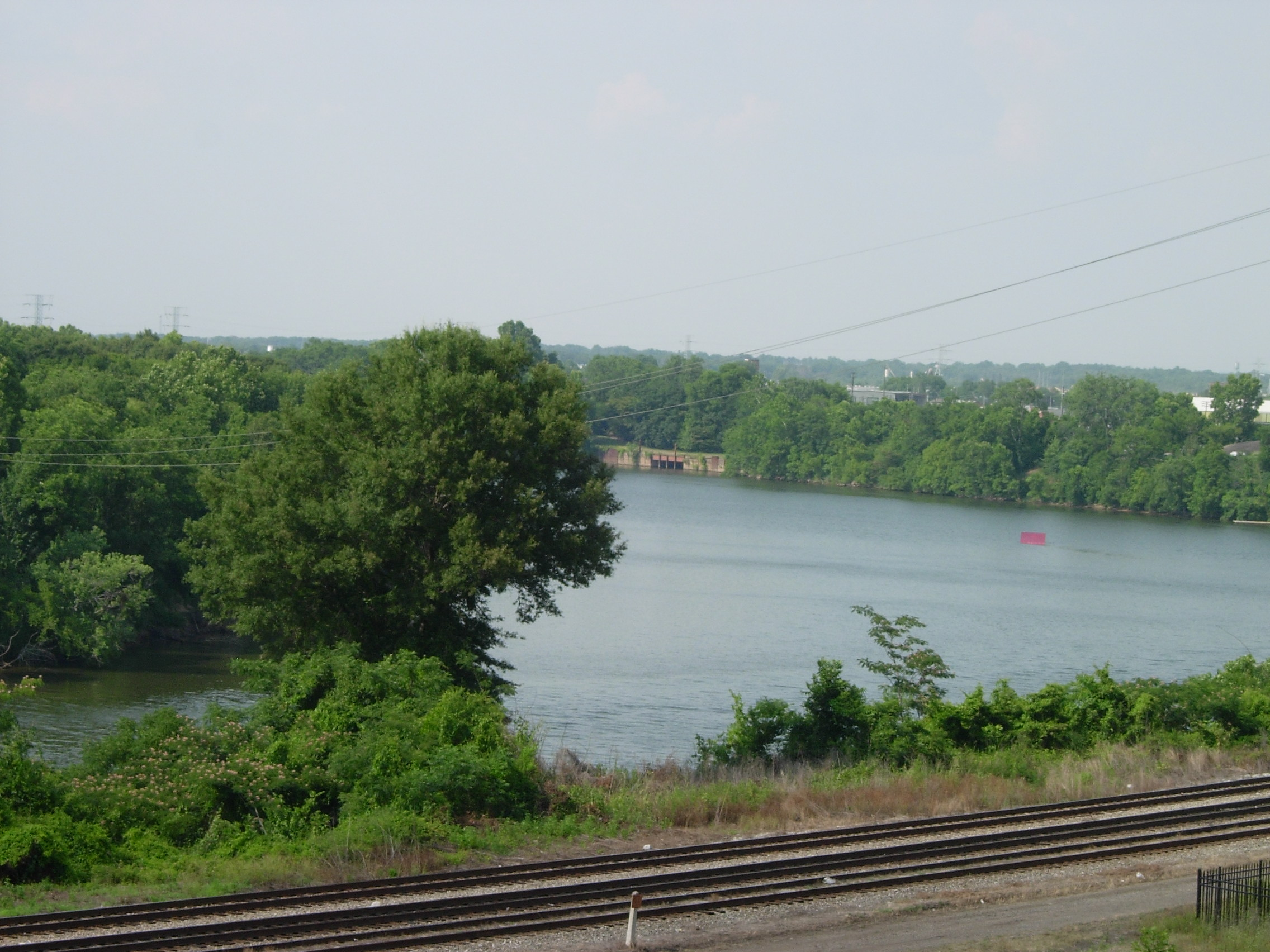
Vista de l'Alabama prop de Montgomery.

Primer discorre cap a l'oest, un tram d'unso 150 km fins a la ciutat de Selma (20.512 hab.). Després s'encamina en adreça Sud-oest, en un llarg tram d'uns 330 km fins que, prop de Calvert, a uns 50 km al nororeste de la ciutat de Mobile, conflueix amb el riu Tombigbee, per donar naixement al riu Mobile. Les ciutats de Mobile (198.915 hab.) i Montgomery es van convertir en grans ciutats per la seva proximitat amb aquest important corrent d'aigua.
A més de les seves fonts, els rius Coosa i Tallapoosa, el seu principal afluent és el riu Cahaba, de 312 km de llarg, que desguassa uns 15 km aigües avall de Selma. La font principal del riu Alabama és el riu Coosa, que travessa la regió minera d'Alabama i és navegable des de Roma fins a uns 190 km aigües amunt de Wetumpka (5.726 hab.) (uns 170 km aigües avall de Roma i 42 km a baix de Greensport), i des de Wetumpka fins a la confluència amb el riu Tallapoosa. El llit del riu ha estat millorat considerablement pel govern federal.
La navegació del riu Tallapoosa —que té la seva font en el comtat de Paulding, Geòrgia, i té uns 400 km de llarg— està impedida per bancs de sorra i una cataracta d'uns 18 m en Tallassee (4.934 hab.), a pocs quilòmetres al nord del seu encreuament amb el riu Coosa. El riu Alabama és navegable durant tot l'any.
El riu travessa els districtes agrícoles i madereros més rics de l'estat, i el ferrocarril li connecta amb les regions mineres del nord d'Alabama.
El riu, com a font de transport de mercaderies, ha exercit un paper important en el creixement de l'economia de la regió durant el segle xix. Encara segueix sent utilitzat per al transport de productes agrícoles encara que ja no és tan important com el va ser a causa de la construcció de carreteres i ferrocarrils.
Els rius Alabama, Coosa i Tallapoosa eren el centre de la pàtria dels indis Creek abans del seu trasllat a principis de segle xix.